# München magyarul

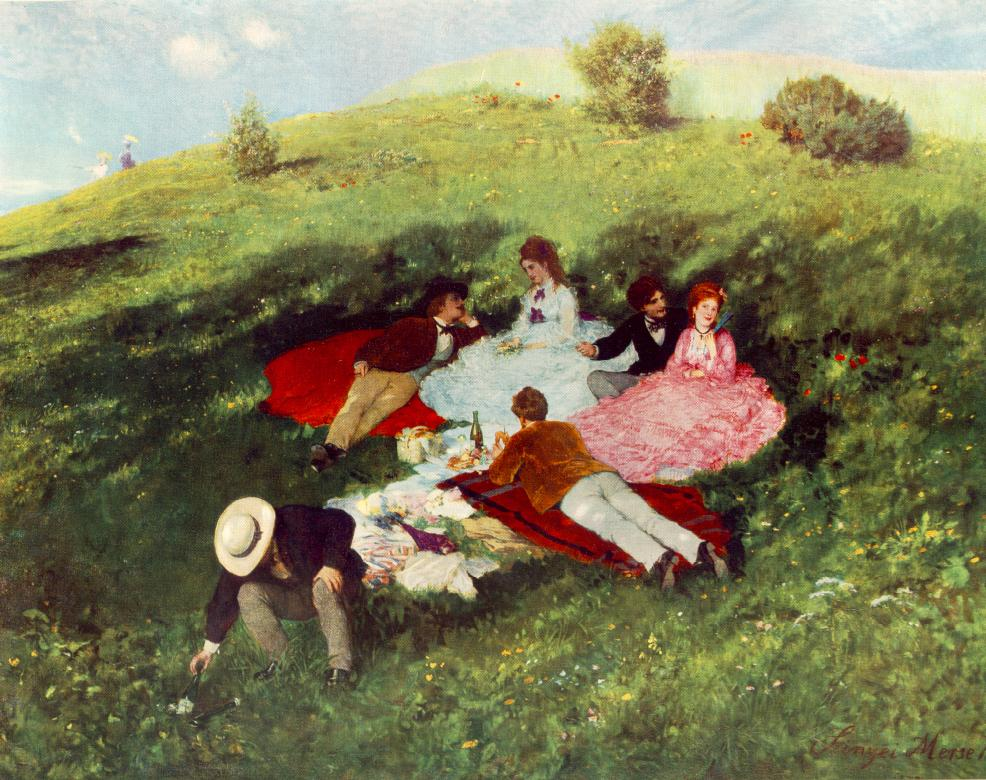
Szinyei Merse Pál: Majális (1874)

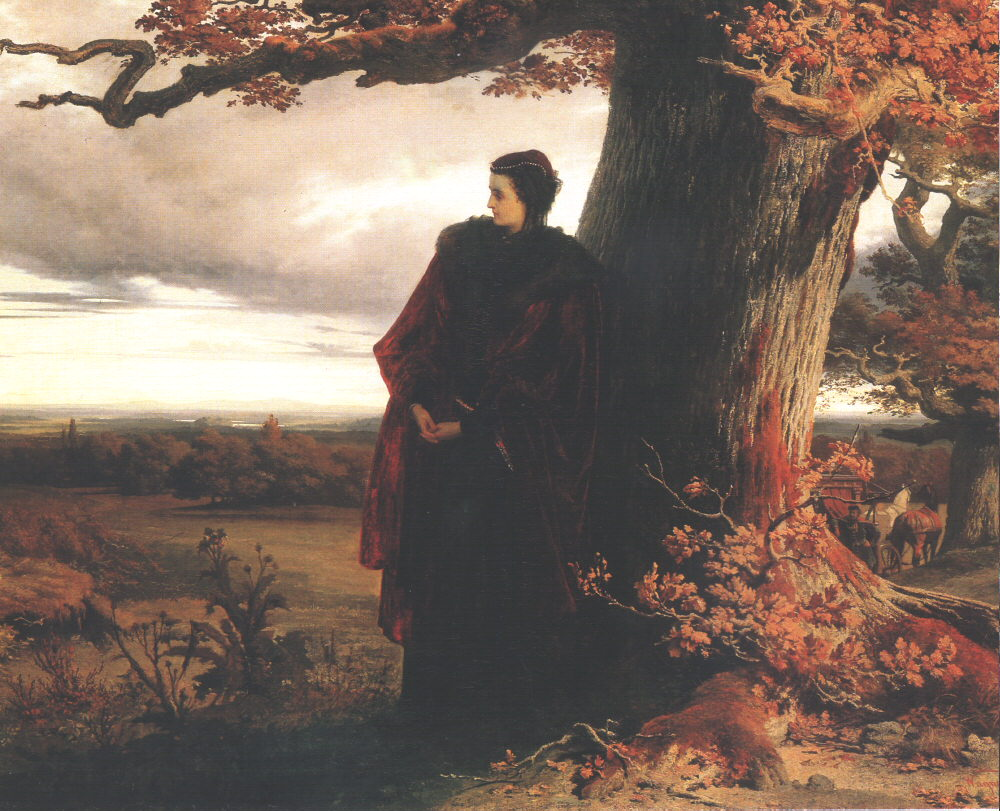
Wagner: Izabella búcsúja Erdélytől

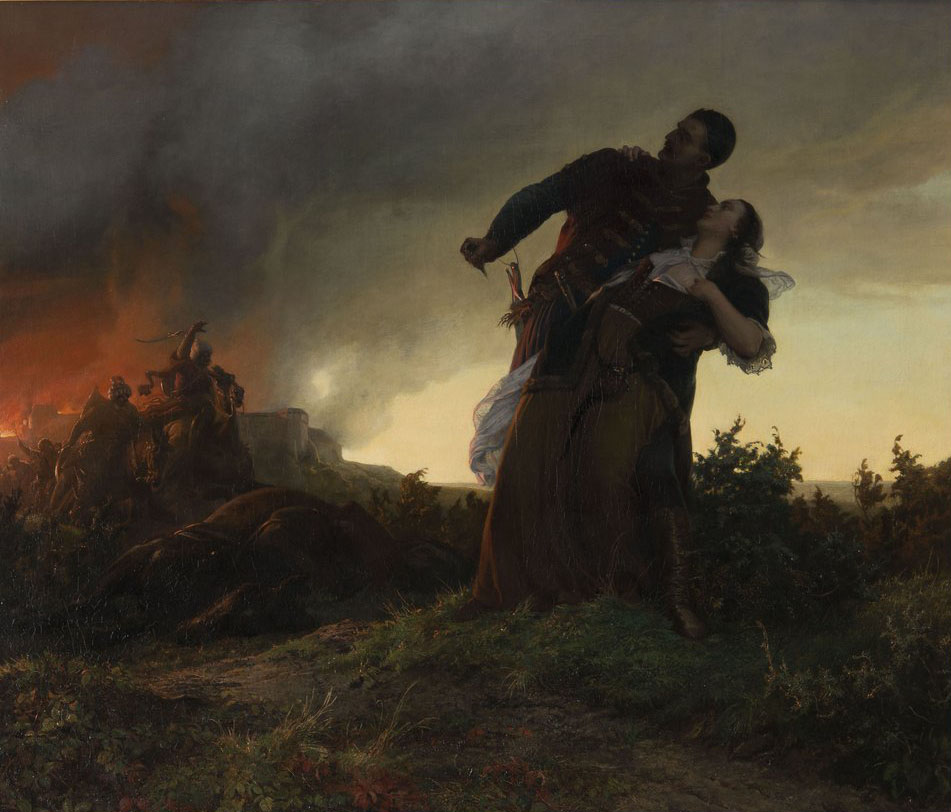
Székely: Dobozi és hitvese (1861)

A München magyarul: Magyar művészek Münchenben 1850–1914 a Magyar Nemzeti Galéria időszaki kiállítása volt 2009. október 1. és 2010. január 10. között.
A kiállítás alapkoncepciója az elmúlt évtizedek közép-európai művészettörténeti kutatásai között keresendő: a 19. századi művészetet illetően megélénkült a figyelem a Müncheni Képzőművészeti Akadémia és annak szerepe iránt. Lengyelország, Görögország, Horvátország már megrendezte azokat a kiállításokat, amelyek saját nemzeti művészetük és München kapcsolatát vizsgálták. A kutatások aktualitását az is indokolta, hogy 2008-ban a müncheni akadémia 200 éves évfordulóját ünnepelte. A művészettörténeti kutatások arra is keresték a választ, hogy mi lehetett Münchenben olyan vonzó egy közép-európai művész számára, hiszen ugyanekkor Bécs, de még inkább Párizs számított az új irányzatokat kereső művészek fővárosának.
A München magyarul kiállítás bemutatja, hogy a magyar művészek közül kik tanultak, illetve működtek a bajor fővárosban. A történeti festészet műfajától a 19. század második felében jelentős szerepet játszó műfajokon és művészeken keresztül a magyar művészeti élet forradalmáig, a nagybányaiakig követi nyomon a magyar művészet alakulását. Magyar művészek közül három is, Wagner Sándor, Liezen-Mayer Sándor és Benczúr Gyula a müncheni akadémia tanára volt. Itt tanult Szinyei Merse Pál, Székely Bertalan. A történeti festészet mellett az 1860-as évektől új irányzatként jelentkezett a realizmus, (Baditz Ottó, Aggházy Gyula, Pállik Béla, Munkácsy Mihály, Paál László), az 1880-as években Karlovszky Bertalan, Jendrassik Jenő, Kardos Gyula, Pataky László, Poll Hugó, Vágó Pál, ugyanakkor a Münchenben szokásos szabad-iskolák közül a magyar művészet számára egyik legfontosabb, jelentőségében felbecsülhetetlen is itt született: Hollósy Simon köré gyűltek a későbbi nagybányaiak: Réti István, Thorma János, Csók István, Iványi-Grünwald Béla, Ferenczy Károly, Lyka Károly (Lykától nem volt kép kiállítva). Számos festő hosszabb ideig élt Münchenben: Böhm Pál, Eisenhut Ferenc, Peske Géza, Mészöly Géza, Knirr Henrik, Strobentz Frigyes. Az 1890-es években a művészetközpont-szerep és az akadémia szerepe különvált.
Mindezeket a folyamatokat a Magyar Nemzeti Galéria gyűjteményének legismertebb darabjai illusztrálják: Szinyei Merse Majálisa, Wagner: Izabella királyné búcsúja Erdélytől (MTA Képtárából kölcsönözve), Benczúr: Olvasó nő, Székely: Dobozi és hitvese.
A kiállítás kurátora Hessky Orsolya művészettörténész volt. A kiállítás katalógusát Kárai Petra és Veszprémi Nóra szerkesztették.
A kiállításhoz kapcsolódtak az MNG szabadegyetemének előadásai 2009 novemberében és decemberében.